# Rivière Gentilly Sud-Ouest
Pour les articles homonymes, voir Gentilly.
La rivière Gentilly Sud-Ouest est un affluent de la rivière Gentilly laquelle se déverse sur la rive sud du fleuve Saint-Laurent.
La rivière Gentilly Sud-Ouest coule dans le territoire de la municipalité de Saint-Sylvère et de la ville de Bécancour, dans la municipalité régionale de comté (MRC) de Bécancour, dans la région administrative de Centre-du-Québec, au Québec, au Canada.

## Géographie
Les principaux bassins versants voisins de la rivière Gentilly Sud-Ouest sont:
- côté nord: rivière Gentilly, fleuve Saint-Laurent;
- côté est: rivière Gentilly;
- côté sud: ruisseau Poulet, rivière Bécancour;
- côté ouest: rivière de Grand-Saint-Louis, rivière Bécancour.

La rivière Gentilly Sud-Ouest tire sa source en zone agricole dans le 8e rang de Saint-Sylvère. Cette zone est située au nord de la rivière Bécancour au sud-ouest du village de Saint-Sylvère et au nord-est du village de Saint-Wenceslas.
À partir de sa zone de tête, la rivière Gentilly Sud-Ouest, coule sur 31,7 km selon les segments suivants:
- vers le sud-ouest en zone agricole;
- vers le nord, jusqu'à la route du 6e rang, jusqu'à la limite entre Saint-Sylvère et Bécancour, jusqu'à au chemin des Cerisiers jusqu'au chemin des Hêtres, jusqu'à la route, en serpentant jusqu'à la route des Ormes, en serpentant jusqu'au boulevard du Parc-Industriel, en serpentant jusqu'à sa confluence rive gauche avec la rivière Gentilly.

## Toponymie
Le toponyme « rivière Gentilly Sud-Ouest » a été officialisé le 5 décembre 1968 à la Commission de toponymie du Québec.